# Ditrichum conicum
Ditrichum conicum är en bladmossart som beskrevs av Mitten 1879. Ditrichum conicum ingår i släktet grusmossor, och familjen Ditrichaceae. Inga underarter finns listade i Catalogue of Life.